# 克倫滕山
46°46′56″N 8°34′10″E / 46.78217°N 8.56934°E
克倫滕山（Krönten），是瑞士的山峰，位於該國南部，由烏里州負責管轄，屬於烏里山的一部分，距離大施潘諾特山3.3公里，海拔高度3,108米，人類在1868年8月3日首次登頂。